# Theodor Stöcker
Wilhelm Julius Theodor Stöcker (* 1811; † 11. Mai 1878 in Berlin) war im 19. Jahrhundert ein bedeutender Klavierbauer in Berlin.

## Leben
Theodor Stöcker baute von Ende der 1830er Jahre bis zur altersbedingten Schließung seiner Firma bis auf wenige Ausnahmen ein einziges Flügelmodell in reiner Handarbeit, einen ca. 220 cm langen Konzertflügel mit oberschlägiger Mechanik, in Palisander furniert. Von den über 1000 Instrumenten, die innerhalb seines 33-jährigen Wirkens entstanden, sind heute schätzungsweise noch vierzig erhalten.
Seine Flügel wurden seinerzeit von den Pianisten Wilhelm Taubert und Theodor Kullak bevorzugt gespielt.
Am 29. Mai 1865 besuchte Rudolf Ibach auf einer großen Rundreise die Stöckersche Werkstatt und notierte in sein Tagebuch:
„… zu Theodor Stöcker, Leipziger Straße, gegangen. Fabrikant von oberschlägigen Flügeln. Dieselben sind sehr schön gleichmäßig und wohlklingend, fast glockenartig. St. macht im Diskant auf der Platte eine eigene Vorrichtung zur Bequemlichkeit des Stimmens, während die Stimmnägel an dieser Stelle nur zum Aufziehen der Saiten dienen. () Die Mechanik ist eigenthümlich und sehr compliciert. - St. baut nur diese Sorte von Flügel in 2 Größen, arbeitet sehr solide, ist mit seinem Fache sehr vertraut, macht kein Aufsehen mit seinen Fabrikaten, verkauft aber dabei sehr viel, u. macht gar nicht mit Händlern. St. betreibt sein Geschäft so, wie man eine Pianofortefabrik eigentlich betreiben soll, aber heutzutage nicht mehr kann. Wenn St. auf diese Weise ruhig fortarbeitet, so wird er bei dem Aufsehen und dem Geschrei, welches jetzt überall gemacht wird, der Welt bald unbekannt, und in sich selbst vergehen werden.“
Theodor Stöcker unterhielt außerdem einen eigenen Konzertsaal in der Kochstraße 57 in Berlin, um seine Instrumente dem zahlungskräftigen Publikum näherzubringen. Konzerte sind von ca. 1844 bis in die Mitte der 1860er Jahre nachweisbar; für den Berliner Tonkünstlerverein war der Stöckersche Saal zugleich eine Art Domizil.

## Erhaltene Instrumente
…
Erhaltene Instrumente von Theodor Stöcker befinden sich heute u. a. 
- im GNM Nürnberg
- im MIM Berlin
- in Privatbesitz/-sammlung von Heiko Schwichtenberg in Berlin
- im Händelhaus Halle
- im Piano Salon Christophori, Berlin
- in Privatbesitz in Weimar
- im Pianomuseum Haus Eller, Bergheim (bei Köln)
- in Privatbesitz/-sammlung in Essen
- in der Sammlung des Musikwissenschaftlichen Instituts der Universität zu Köln
- in der Dorfkirche zu Glambeck, Gemeinde Friedrichswalde, Kreis Barnim, Land Brandenburg

## Tonträger
Stöcker-Flügel wurden eingesetzt auf folgenden Tonträgern:
- Friedrich Kiel, Das Klavierwerk Vol. 1 bis 4 (Oliver Drechsel und Wilhelm Kemper, Klavier), Verlag Dohr.